# Tjänstevikt
Tjänstevikt, vikten (massan) hos ett körklart fordon inklusive 75 kg för förarens vikt, full tank drivmedel, kylvätska, spolarvätska och olja. För motorcyklar och mopeder räknas inte förarens vikt in i tjänstevikten. Jämför totalvikt.
- Bil, traktor och motorredskap: "Tjänstevikt för en bil, traktor eller motorredskap är den sammanlagda vikten av fordonet i normalt, fullt driftfärdigt skick, verktyg och reservhjul, bränsle, smörjolja, vatten samt föraren."[1]
- Motorcykel och moped: "Den sammanlagda vikten av fordonet i normalt, fullt driftfärdigt skick utan sidvagn, med verktyg som hör till fordonet, bränsle, smörjolja och vatten."[1]. Förarens vikt räknas inte in i tjänstevikten. Är motorcykeln eldriven ska batterierna inte heller räknas in i tjänstevikten[2]